# Gerhard Ákos
Gerhard Ákos (1971–) magyar sinológus, buddhista tanító, 2019 és 2024 között Velence polgármestere.

## Családja
Gerhard Ákos miskolci kötődésű. Házas, 2 gyermekük van: 1 lány és 1 fiú. Velencére 2010-ben költözött a családjával. Előtte Budapesten éltek.

## Életrajz

### Tanulmányai
Rövid ideig pszichológiát tanult, ezt követően úgy döntött jelentkezik A Tan Kapuja Buddhista Főiskolára buddhista tanító szakra. A főiskolán a kínai buddhizmussal foglalkozott, ahol kötelezően választandó volt egy idegen, keleti nyelv, Gerhard Ákosnak a klasszikus kínai nyelvre esett a választása. 2000-ben végezte el a buddhista tanító szakot, szakdolgozata A Naxi kultúra címet viseli.
A buddhista tanító szakkal párhuzamosan elkezdte a kínai szakot az Eötvös Loránd Tudományegyetemen, amit 2003-ban végzett el. Kínai szakon a szakdolgozata A kínai kisebbség Délkelet-Ázsiában címet viseli.
Kínában 3 évet járt ösztöndíjjal.

### Munkássága
Polgármestersége előtt kínai tolmácsként és beszerzőként dolgozott.
A 2010-es sanghaji világkiállítással foglalkozó www.vilagkiallitas.hu hírportálnak a főszerkesztője.

### Közéleti és politikai karrier
2019. június 23-án helyi népszavazást tartottak Velencén, melynek kezdeményezője Gerhard Ákos volt. A népszavazáson feltett kérdés: „Egyetért-e Ön azzal, hogy a Helyi Építési Szabályzatot és a Velencei Településrendezési Eszközöket Velence Város Önkormányzat Képviselő-testülete úgy módosítsa, hogy semmit ne lehessen a Velence Korzó területén építeni?”. A népszavazásra a szavazásra jogosultak 24,6%-a (1455 fő) ment el voksolni, ennek okán a népszavazás érvénytelen lett.
A 2019-es magyarországi önkormányzati választáson Velencén indult a polgármesteri címért, a Regélő Hagyományőrző Egyesület támogatásával. Az érvényes szavazatok 44,36%-át, vagyis 1353 szavazatot megkapva megválasztották Velence polgármesterének.